# يقظة العرب
يقظة العرب هو كتاب لجورج أنطونيوس صدر عام 1938، ونشره هامش هاملتون في لندن. يُنظر إليه على أنه الكتاب الدراسي التأسيسي لتاريخ القومية العربية الحديثة. وفقًا لمارتن كرامر: «أصبح كتاب يقظة العرب الكتاب المدرسي المفضل للأجيال المتعاقبة من المؤرخين البريطانيين والأمريكيين وطلابهم».
ولَّد الكتابُ نقاشًا مستمرًّا، حول قضايا مثل أصول القومية العربية، وأهمية الثورة العربية عام 1916، والمكائد وراء التسوية السياسية في الشرق الأوسط بعد الحرب العالمية الأولى.

## العاملون على الكتاب

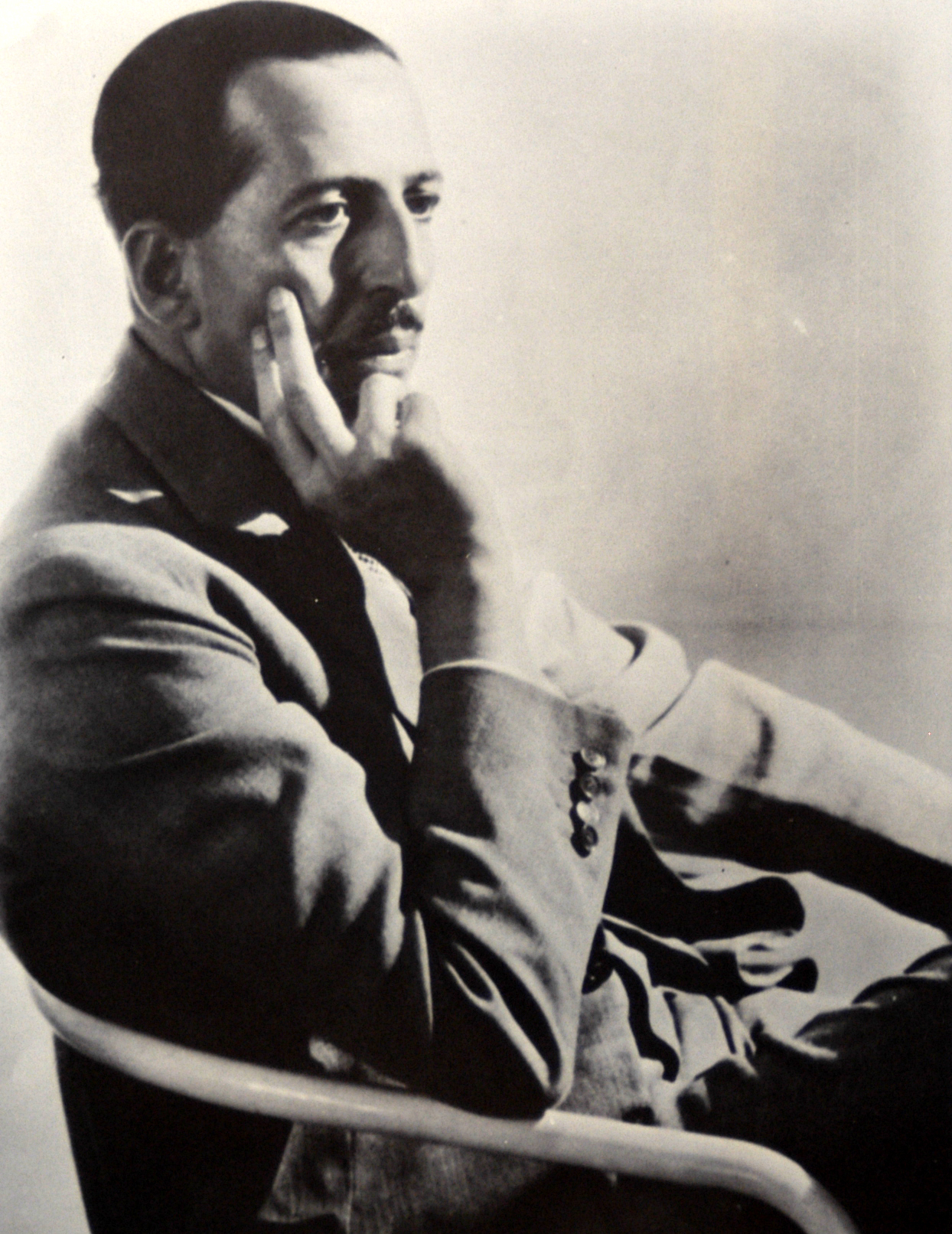
المؤلف جورج أنطونيوس
المُقدِّم نبيه أمين فارس
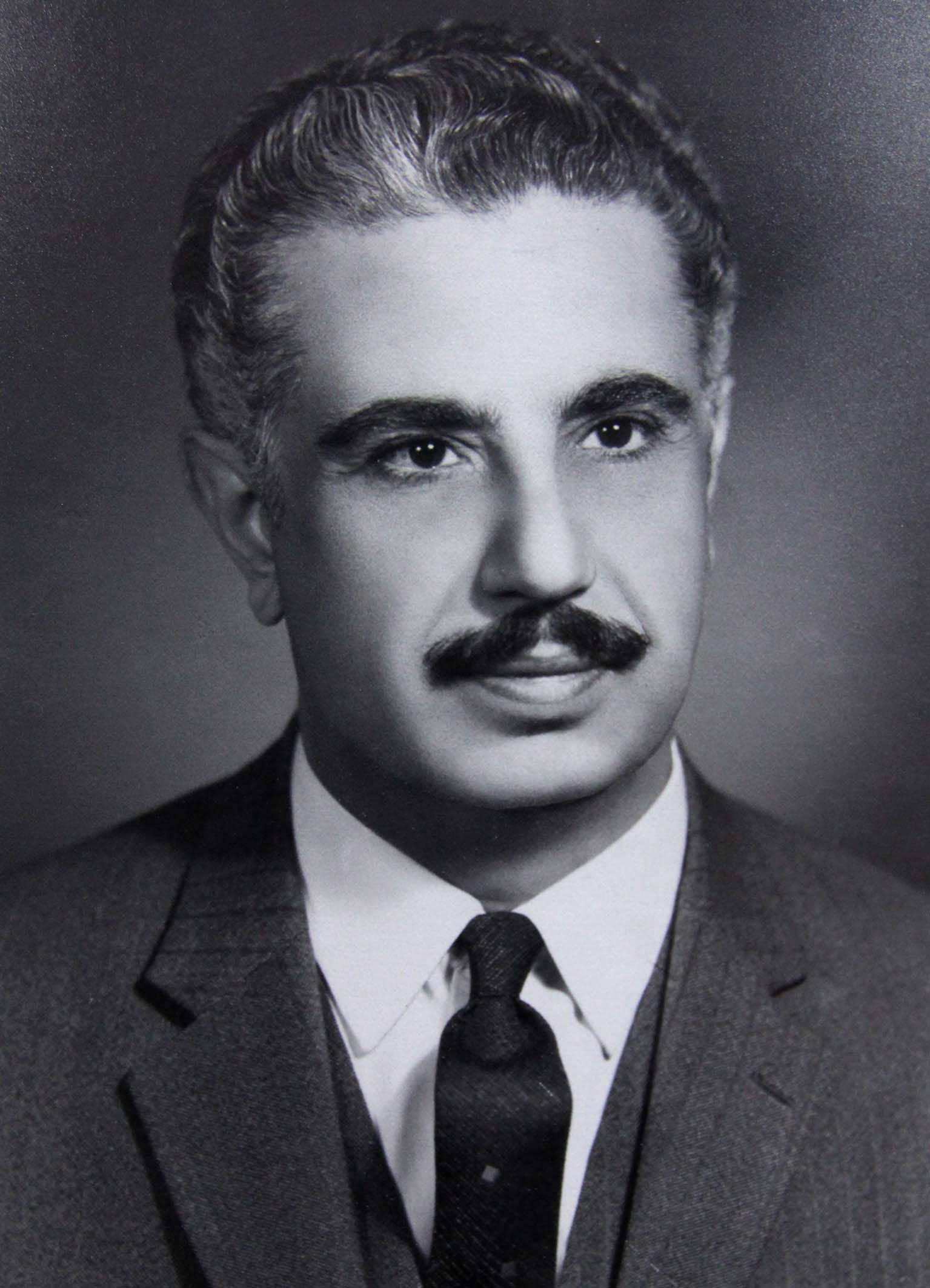
المُترجِم ناصر الدين الأسد
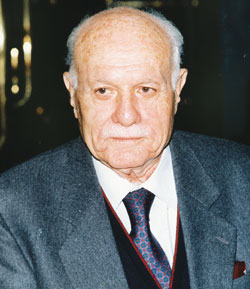
المُترجِم إحسان عباس

### المؤلف (جورج أنطونيوس)
وُلد جورج أنطونيوس في دير القمر في لبنان سنة 1892، تخرَّج في جامعة كامبردج، في إنجلترا، حيث حصل على شهادة في الهندسة أهَّلتْهُ للعمل في بلدية الإسكندرية، غير أنه ما لبث أن انتقل إلى فلسطين، والتحق بدائرة المعارف حيث توصل قبل تركه العمل فيها إلى شَغْل منصب مساعد لمديرها العام.
أسهم بعد تركِه العمل الحكومي بنصيبٍ وافرٍ في خدمة القضايا العربية، وفي الدفاع عن القضية الفلسطينية، سواءً عن طريق الكتابة والتأليف أو الاشتراك في المباحَثات والمؤتمرَات التي كانت تُعقَد آنذاك. وقد عمل سكرتيرًا للوفد العربي إلى مؤتمر المائدة المستديرة الذي عُقِد في لبنان سنة 1939، ومما يُذكَر أنه بذل جُهدًا كبيرًا في جمع مواد كتابه يقظة العرب من مصادرها الرئيسة مما دعاه إلى التنقل كثيرًا، ومقابلة عدد كبير من الشخصيات التي شاركَت في صُنع أحداث المرحلة التاريخية التي كتب عنها، كما عَمِد إلى تأليف الكتاب باللغة الإنجليزية ليستهدف أكبر شريحةٍ ممكنة. حتى تُوفي في القدس سنة 1942.

### المُقدِّم (نبيه أمين فارس)
وُلِد نبيه أمين فارس في مدينة الناصرة بفلسطين سنة 1906، تلقى دراسته الثانوية في مدرسة المطران جوبات بالقدس، ثم التحق بالجامعة الأمريكية في بيروت حيث حصل على البكالوريوس سنة 1928، وتابع دراسته في جامعة برنستون فحصل على الدكتوراة في اللغات الشرقية وتاريخها سنة 1935. بعد تخرجه، درَّس في جامعة برنستون حتى سنة 1942، وانتقل بعدها إلى نيويورك فشغل منصب رئيس مكتب المعلومات الحربية فيها، واستمر في إدارة هذا المكتب إلى سنة 1945. وفي السنة نفسها جاء إلى بيروت أستاذًا زائرًا في الجامعة الأمريكية، ثم تولى رئاسة دائرة التاريخ في الجامعة المذكورة من عام 1947، حتى وفاته في شباط عام 1968.

### مترجما النسخة العربية

#### ناصر الدين الأسد
ناصر الدين الأسد أردني الأصل، تخرج في الكلية العربية بالقدس سنة 1943، ثم أكمل دراسته في جامعة القاهرة، فنال منها شهادتي الإجازة الجامعية (الرخصة) والماجستير في الآداب، ثم حصل على شهادة الدكتوراة من الجامعة نفسها سنة 1954.

#### إحسان عباس
من مواليد فلسطين، تحرج في الكلية العربية بالقدس. حصل على الإجازة الجامعية (الرخصة) والماجستير، وعلى الدكتوراة في الآداب من جامعة القاهرة سنة 1954، كما درَّس في جامعة الخرطوم لعِدَّة سنوات.

## تحليل الكتاب
تتبَّع أنطونيوس الوطنية العربية (أو القومية العربية) إلى عهد محمد علي باشا في مصر. وجادل بأن الأمة العربية (التي تتكون من عناصر عرقية وثقافية ولغوية، وممتدة من الخليج للمحيط) كانت نائمةً لعدة قرون قبلئذٍ، وأن المؤسسات التي أنشأها المبشرون البروتستانت والمربون من الولايات المتحدة كان لها دور محدد في تجديد وإيقاظ اللغة العربية لترجع لغةً وطنيةً قوميةً. ورأى أن دور الجامعة الأمريكية في بيروت (الكلية السورية البروتستانتية في الأصل) هو دور مركزي في هذا التطور، على الرغم من أنه أشار إلى أنه بحلول نهاية القرن التاسع عشر، تضاءل هذا الدور لأن الكلية بدأت التدريس باللغة الإنجليزية. وفقًا لأنطونيوس، لعب المبشرون والمعلمون والمؤسسات الأمريكية دورًا حاسمًا في تطوير القوة الناعمة الأمريكية خلال العصر الإدواردي وبعد الحرب العالمية الأولى.
وبحلول نهاية القرن التاسع عشر، انتقلت شعلة القومية العربية إلى المثقفين العرب (المقيمين في سوريا الكبرى وأوروبا) وإلى الضباط العرب في الجيش العثماني الذين شكلوا جمعيةً سريةً لتعزيز المصالح القومية العربية في نهاية المطاف. أثبت هؤلاء الضباط فائدةً خاصةً خلال الحرب العالمية الأولى بعد أن غيرت قيادة الحركة ولاءها لدعم الوفاق. بخلاف تتبع ولادة حركة القومية العربية، يجادل أنطونيوس أيضًا بأن بريطانيا هي التي أساءت إلى التزاماتها السابقة تجاه العرب، وبدلًا من ذلك سعت إلى تحقيق مصالحها الاستعمارية على حساب ما يسميه أنطونيوس: الإرادة الحقيقية للشعب العربي ويقصد بذلك وحدة واستقلال العرب في أراضيهم بالدولة العربية المحتملة.
نشر الكتاب إصدارًا موثوقًا لرسائل مكماهون، وكانت المرة الثانية فقط التي نُشرت فيها هذه الرسائل. حدثَت هذه المراسلات بين المندوب السامي البريطاني في مصر هنري مكماهون وشريف مكة الحسين بن علي بين تشرين الأول 1915 وكانون الثاني 1916، ولم يتم نشر الرسائل رسميًّا حتى مؤتمر لندن عام 1939. وخلص أنطونيوس إلى أن الشريف حسين فهم هذه الوثائق على أنها تعني أن الحكومة البريطانية تعرض عليه دولة مستقلة إذا انضم إلى البريطانيين في الحرب ضد الدولة العثمانية، وشنَّوا حملة سيناء وفلسطين، حيث كتب المندوب السامي هذه العبارة صريحًا. كما وُعِد الشريف حسين بأن هذه الدولة سوف تشمل فلسطين، والعرب هناك. وبهذه التأكيدات، في 10 حزيران 1916، أمر الشريف رجاله بمهاجمة الحامية العثمانية في مكة، وبداية الثورة العربية.

## روابط خارجية
- مارتن كرامر (1996) الطموح والعروبة وجورج أنطونيوس، في"يقظة العرب وإحياء الإسلام: سياسات الأفكار في الشرق الأوسط "، محرر. مارتن كرامر (نيو برونزويك: معاملة ، 1996) ، 112-23.
- وثائق الخيانة الغربية والمعارضة العربية مقتبسة من كتاب "يقظة العرب"